# ヴァイキング大陸
ヴァイキング大陸（ヴァイキングたいりく）は、冥王星のスプートニク平原の西側、ヴォイジャー大陸の南側に位置する地形の名称である。ヴァイキング大陸は2015年7月に無人探査機ニュー・ホライズンズが冥王星をフライバイする際に発見した。バイキング計画にちなんで名付けられた。